# Списък на реките в Словения
А — Б — В — Г — Д —
Е — Ж — З — И — Й —
К — Л — М — Н — О —
П — Р — С — Т — У —
Ф — Х — Ц — Ч — Ш —
Щ — Ю — Я

### Б
- Бача (30 км)
- Болска (32 км)

### Г
- Градашчица (33 км)

### Д
- Давча
- Драва (710* км, от които 145 км в Словения, в т.ч. 4 км по границата с Австрия и 23 км по границата с Хърватия), десен приток на Дунав
- Драгоня (с обща дължина 30 км, от които 22 в Словения)
- Дравиня (70 км)
- Дрета (29 км)

### И
- Идрийца (60 км)
- Изонцо (140* км)
- Ишка (33 км)

### К
- Камнишка Бистрица (33 км)
- Кокра (34 км)
- Купа (297* км, от които ? по границата с Хърватия), десен приток на Сава

### Л
- Лендава (с обща дължина 33 км, от които 24 км в Словения)
- Лахниня (34 км)
- Любляница (41 км)

### М
- Межа (43 км)
- Мислиня (36 км)
- Мура (464* км, от които 95 км н Словения, в т.ч. 67 по границите с Австрия и Хърватия), ляв приток на Драва

### О
- Оплотнишчица (28 км)

### П
- Пака (40 км)
- Песница (с обща дължина 69 км, от които 65 км в Словения)
- Пивка (27 км)
- Полянска Сора (43 км)
- Полскава (40 км)

### Р
- Радуля (33 км)
- Рак (2.5 км)
- Река (с обща дължина 54 км, от които 51 км в Словения)

### С
- Сава
- Сава Долинка
- Савиня (96 км)

### Ф
- Фрамски поток (26 км)

### Ч
- Чабранка (15 км)

### Ш
- Шчавница (96 км)